# غوستافو كاردوسو
غوستافو كاردوسو (بالبرتغالية: Gustavo Cardoso‏) هو عالم اجتماع ومدرس برتغالي، ولد في 1969.